# Petersfrauen
Die Petersfrauen waren eine mit dem Salzburger Stift St. Peter eng verbundene Klostergemeinschaft. Das Frauenkloster ist von 1130 bis 1583 nachgewiesen; während der Zeit bildete es gemeinsam mit St. Peter ein Doppelkloster. Das Kloster der Petersfrauen ist das heutige Franziskanerkloster Salzburg.

## Klassisches Doppelkloster
Das Frauenkloster war dem Männerkonvent räumlich und verwaltungsmäßig angeschlossen. Der Abt des Mönchskonvents hatte die volle Jurisdiktion und väterliche Verantwortung für den Frauenkonvent, verwaltete dessen Güter und setzte auch die Äbtissin ein. Weitere Beispiele für Doppelkloster gab es in Admont und Klosterneuburg. Im Chiemgau gab es die Klöster Herrenchiemsee und Frauenchiemsee, die rechtlich und wirtschaftlich voneinander unabhängig waren, jedoch räumlich weiter entfernt.
Die Petersfrauen verstanden sich gemäß ihrer Anbindung an St. Peter als Benediktinerinnen. Sie waren durch die St.-Anna-Kapelle mit dem Männerkloster verbunden, wobei der Altar dieser Kapelle im Männerkloster, das Chorgestühl aber in der Frauenklausur stand. Ein Gitter mit Fenstern trennten die Nonnen von den Priestern, die sie betreuten. Es war üblich, dass zu bestimmten Zeiten diese Klausur aufgehoben wurde und die Petersfrauen in der Männerdomäne gastlich bewirtet wurden.
Ihren liturgischen Dienst, das Chorgebet, verrichteten die Petersfrauen in der Stadtpfarrkirche St. Marien, der heutigen Franziskanerkirche. Neben dem Chor lag der Kapitelsaal, in dem öfter Ansprachen gehalten wurden, eben Schuldkapitel, bei dem sich die Schwestern wegen Verfehlungen selbst anklagten.
Aus der Namensliste der Petersfrauen geht hervor, dass eine ganze Reihe von ihnen aus dem Salzburger Adel stammte. Dazu gehören Mitglieder der Familie der Pollheimer, der Thenn, der Gutrather, der Trauner und der Elsenheimer. Die Petersfrau Hiltpurga war die Schwester des Minnesängers Dietmar von Aist. Adelige wurden wohl bei der Aufnahme bevorzugt, da von ihnen in der Regel eine größere Mitgift zu erwarten war. Im 14. und 15. Jahrhundert erreicht der Konvent den größten Zulauf; sogar Schützlinge des Herzogs Ludwig von Bayern mussten wegen Platzmangel abgewiesen werden.

## Kultur und Studium
Von besonderer Bedeutung waren die Stickereien und gewebte Stoffe, die von Petersfrauen hergestellt wurden.
Ihr Kloster verfügte über eine reichhaltige Bibliothek, deren Bestände weit über das Fachgebiet der Theologie hinausging. Ein eigenes Skriptorium ist nachgewiesen: Dort widmeten sich die Nonnen dem Kopieren von Manuskripten und der Buchmalerei. Die Petersfrauen betrieben auch eine Mädchenschule. Als Johann von Staupitz als Abt (1522–1524) nach Salzburg berufen wurde, schrieben die Petersfrauen 24 von seinen Predigten auf; diese Unterlagen sind heute eine wichtige Quelle für die Staupitz-Forschung.
Große Bedeutung hatten die Musikpflege im Stift; es war in Salzburg sogar üblich, dass bei der Aufbahrung eines Verstorbenen die Petersfrauen sich für die Trauermusik zur Verfügung stellten.

## Lebensstil im 16. Jahrhundert
„Die wirtschaftliche Ausstattung der Petersfrauen war zunächst gering“ und verlangte von den eintretenden Adelstöchtern eine Umstellung auf einfache, fleischlose Kost und Logie. Im Verlauf des 15. und 16. Jahrhunderts verfügten die Klosterfrauen allerdings über eigene Pfründen; manche konnten sich eine Dienerschaft leisten. Sie waren von der Außenwelt nicht abgeschnitten. Das Tafelgeschirr bestand aus vergoldeten Tellern und Schalen, silbernen Löffeln und reich verzierten Trinkbechern. Sie durften die Klausur verlassen, um in der Stadt Erledigungen zu tätigen. Ihre Rosenkränze waren angeblich aus kostbaren Edelsteinen und Korallen und dienten zugleich als Schmuck. Pelzmäntel waren für den Chordienst im Winter notwendig. Das Kloster verfügte über ein Badehaus
Der Eintritt ins Kloster war bei den Petersfrauen, wie anderswo auch, sehr früh im Leben eines Mädchens, meist vor der Vollendung des 15. Lebensjahres; im Jahr 1581 wurde das Mindestalter von 12 für die Einkleidung und 16 für die Profess festgelegt. Die Profess legten sie vor dem Abt von St. Peter in der Anwesenheit des Mönchskonventes ab.

## Reformation und Auflösung
Die Frauen waren für ihre Ablehnung disziplinärer Maßnahmen bekannt. Während einer Visitation im Jahr 1451 kritisierte der Päpstliche Legat Nikolaus von Kues den Lebensstil der Petersfrauen, doch hielten sie sich nicht an die Anweisungen des päpstlichen Botschafters. Im Konvent waren viele der Luther-Bewegung gegenüber aufgeschlossen und lasen seine Schriften. Im Verlauf des 16. Jahrhunderts schlossen sie sich, wie viele Salzburger Bürger, der Reformation an und verließen das Kloster und seine Lebensform. Die letzte Priorin Anna Maria von Gutrat spielte insofern eine unglückliche Rolle, als sie dem Wunsch des Abtes von St. Peter, Peter Graser (1577–1584), folgend keine Profess mehr zuließ. Graser wollte das Gebäude für ein Priesterseminar nutzen. Stattdessen wurde es den Franziskanern zugesagt und schließlich gegen den Willen des Stiftes St. Peter an diese abgetreten. Die Franziskaner hatten dafür nichts zu zahlen, im Gegenteil: Die Mönche von St. Peter mussten „sogar noch beträchtliche Leistungen an die Franziskaner erbringen“.
Die letzten vier Petersfrauen übersiedelten ins Benediktinen-Frauenstift am Nonnberg. Eine von ihnen, Cordula von Mundtenheim, wurde dort 1600 Äbtissin.